# 都道府県国家地方警察
都道府県国家地方警察（とどうふけんこっかちほうけいさつ）は、旧警察法（昭和22年法律第196号）により、都道府県知事の所轄の下に置かれた国家地方警察の組織のことである。
現在の都道府県警察とは異なり機関委任事務とされたため、国の機関として扱われ、経費は国庫負担とされた。都道府県国家地方警察の本部は「国家地方警察都道府県本部」と呼ばれた。

## 概要
旧警察法では、各都府県ごとに都府県国家地方警察の本部が置かれた。北海道の場合は支庁（実際は5支庁のみ）ごとに設けられた。
都道府県国家地方警察は、都道府県公安委員会の運営管理（実務的な警察活動の管理）を受け、また国の警察管区本部の行政管理（人事・予算等の管理）を受けた。

## 都道府県公安委員会
都道府県国家地方警察の運営管理のために、都道府県知事の所轄の下に都道府県公安委員会が置かれた。
委員は3人によって構成され、警察職員・検察職員・旧陸海軍軍人または職業的公務員の前歴のない者の中から、都道府県議会の同意を得て知事が任命する。3人のうち2人以上は同一政党に属する者であってはならないと規定された。委員の互選により委員長が選出された。

## 組織
その組織は、警察管区本部に準ずるとされ、4部が置かれた。
- 総務部
- 警務部
- 刑事部
- 警備部

### 地区警察署と支所
自治体警察に属さない地域を管轄し、いくつかの警察区に分けて、警察区ごとに地区警察署が設けられた。
また、都道府県国家地方警察と自治体警察との連絡及び国家地方警察に属する警察通信施設の維持管理のため、支所を置くことができた。

## 職員
職員は一般職の国家公務員（地方事務官）である。
都道府県国家地方警察の最高責任者は都道府県警察隊長で、国家公務員法の規定に基づき、警察管区本部長が国家地方警察本部長官の同意を得て任免した。